# Tkinter
Tkinter (Tk-interface) è una libreria, facente parte della standard library di Python, utilizzata per lo sviluppo di software che necessitano di un'interfaccia grafica. La libreria è implementata come wrapper delle librerie Tcl/Tk e viene fornita completa dell'Interprete Tcl, integrato, a sua volta, nell'interprete Python.
Nonostante lo stesso creatore di Python, Guido van Rossum, abbia ammesso che librerie come le wxPython siano migliori, le Tkinter mantengono comunque un primato di leggerezza e stabilità e per questo si sono aggiudicate il loro prestigioso posto.

## Struttura
La libreria è suddivisa nei seguenti moduli:
- tkinter
- tkinter.colorchooser
- tkinter.commondialog
- tkinter.filedialog
- tkinter.simpledialog
- tkinter.font
- tkinter.messagebox
- tkinter.scrolledtext
- tkinter.dnd
- tkinter.ttk
- tkinter.tix

### tkinter
È il modulo base, fornisce un insieme di widget sotto forma di classi Python attraverso le quali è possibile costruire l'interfaccia grafica.

### tkinter.colorchooser
Contiene una classe, denominata Chooser, che funge da interfaccia al color picker nativo del sistema.

### tkinter.commondialog
Contiene la classe base, denominata Dialog, utilizzata in altri moduli.

### tkinter.filedialog
Implementa una serie di funzioni e classi per la selezione di file e cartelle sia tramite l'emulazione di finestre native del sistema che non native.

### tkinter.simpledialog
Implementa una serie di funzioni e classi per ottenere un valore tipizzato (intero, virgola mobile o stringa) in input dall'utente mediante una finestra di dialogo pop-up.

### tkinter.font
Contiene una classe, denominata Font, utilizzata per specificare la tipologia e lo stile del tipo di carattere da applicare su uno o più widget, a patto, ovviamente, che il widget supporti tale funzionalità.

### tkinter.messagebox
Implementa una serie di funzioni e classi per la generazione di avvisi o domande tramite finestre di tipo pop-up.

### tkinter.scrolledtext
Contiene una classe, denominata ScrolledText, utilizzata per permettere la visualizzazione di testi molto lunghi che, senza l'utilizzo di tale classe, non sarebbero completamente visibili.

### tkinter.dnd
È un modulo sperimentale che contiene classi e funzioni per implementare le funzionalità di drag and drop nelle applicazioni tkinter.

### tkinter.ttk
È un modulo, presente dalla versione 8.5 in poi di Tk, che effettua l'override della maggior parte dei widget presenti nel modulo base, implementando anche nuove classi come ad esempio la classe Style .   Lo scopo del modulo ttk è di far ottenere un aspetto più moderno alle applicazioni create tramite tkinter. 

### tkinter.tix
Questo modulo fornisce, come suggerisce il suo nome (Tk Interface Extension), un set di widget addizionali da poter utilizzare nelle applicazioni sviluppate con tkinter.

## Esempi di programmi
Questo è un semplice programma in Python 3 che crea una finestra con un'etichetta "Hello World!".
```
from
 
tkinter
 
import
 
*

root
 
=
 
Tk
()

hello_label
 
=
 
Label
(
root
,
 
text
=
"Hello World!"
)

hello_label
.
pack
()

root
.
mainloop
()

```

Questo è un semplice programma scritto in Python 3 con due bottoni, uno per uscire dall'applicazione e l'altro, se premuto, scrive "Ciao a tutti!".
```
from
 
tkinter
 
import
 
*
  
# Python 3

class
 
App
:

    
def
 
__init__
(
self
,
 
master
):

        
frame
 
=
 
Frame
(
master
)

        
frame
.
pack
()

        
self
.
button
 
=
 
Button
(
frame
,
 
text
=
"Esci"
,
 
fg
=
"red"
,
 
command
=
master
.
destroy
)

        
self
.
button
.
pack
(
side
=
LEFT
)

        
self
.
hi_there
 
=
 
Button
(
frame
,
 
text
=
"Ciao a tutti!"
,
 
command
=
self
.
say_hi
)

        
self
.
hi_there
.
pack
(
side
=
LEFT
)

    
def
 
say_hi
(
self
):

        
print
(
"Ciao a tutti!"
)

root
 
=
 
Tk
()

app
 
=
 
App
(
root
)

root
.
mainloop
()

```

Se si utilizza Python 2 bisogna invece scrivere
```
from
 
Tkinter
 
import
 
*
 
# Python 2

```

Questo è un semplice programma in Python 3 che simula il funzionamento di un token tramite la generazione pseudocasuale di un codice a 6 cifre. Dopo 30 secondi dall'avvio, la finestra si chiude automaticamente, simulando la scadenza del codice stesso.
```
# Importa i moduli random, tkinter e ttk

import
 
random

import
 
tkinter
 
as
 
tk

from
 
tkinter
 
import
 
ttk

# Crea una finestra principale

root
 
=
 
tk
.
Tk
()

root
.
geometry
(
"250x90"
)

root
.
resizable
(
False
,
 
False
)

root
.
title
(
"Token"
)

# Crea una funzione per generare il codice

def
 
genera_codice
():

    
token
 
=
 
random
.
randint
(
100000
,
 
999999
)

    
token_label
.
config
(
text
 
=
 
str
(
token
))

# Imposta il timer a 30 secondi

root
.
after
(
30000
,
 
root
.
destroy
)

# Crea un'etichetta per visualizzare il codice generato

token_label
 
=
 
ttk
.
Label
(
root
,
 
text
=
""
,
 
font
=
(
"Arial"
,
 
24
))

token_label
.
pack
(
pady
 
=
 
25
)

# Chiama la funzione genera_codice()

genera_codice
()

# Avvia il ciclo principale di tkinter

root
.
mainloop
()

```